# Fred Raymond

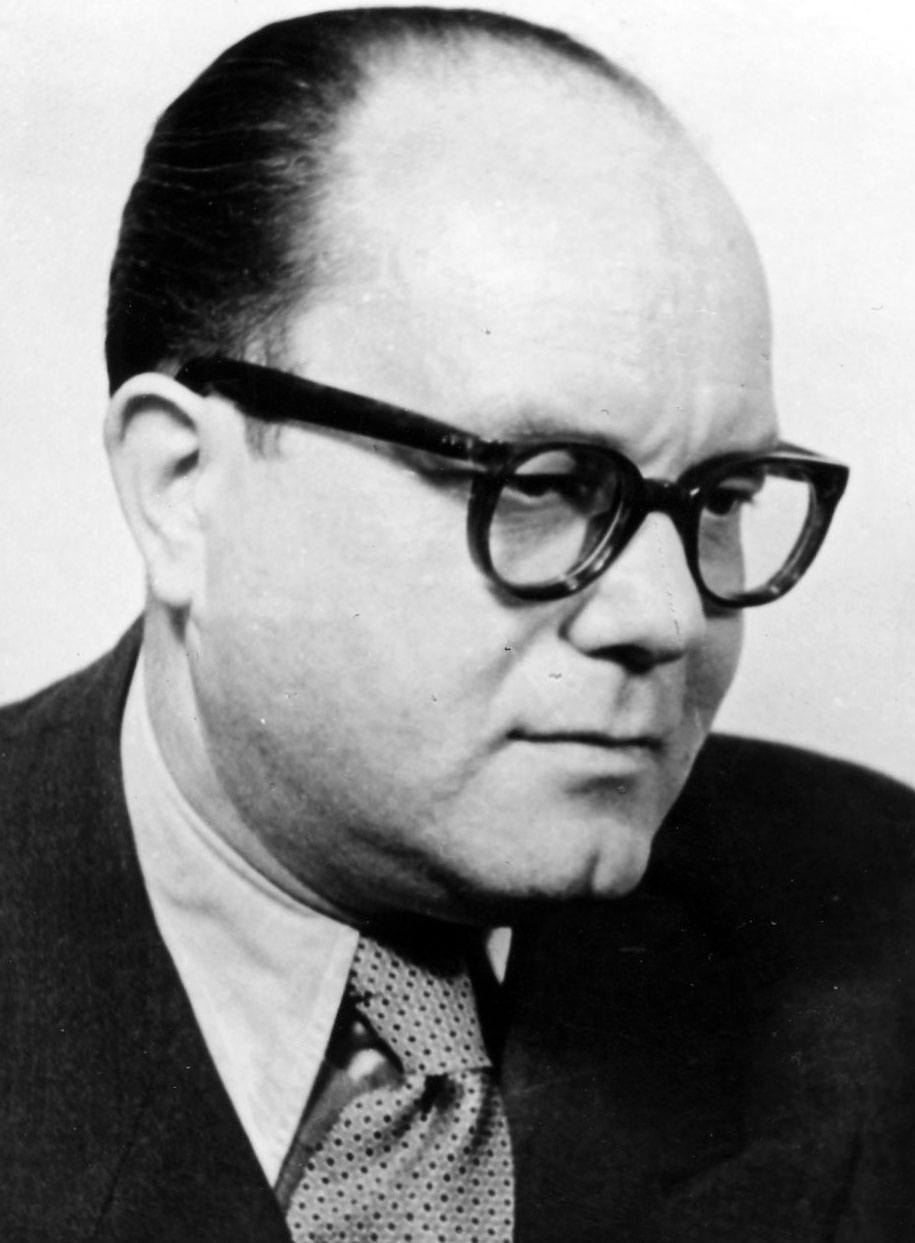
Fred Raymond (1953)

Fred Raymond (född Raimund Friedrich Vesely), född 20 april 1900 i Wien, och död 10 januari 1954 i Überlingen, var en österrikisk tonsättare.

## Biografi
Raymond var född i Wien men hans föräldrar var från nuvarande Tjeckien. Efter föräldrarnas hastiga död 1915 studerade Raymond och utbildade sig till bankman. Musikintresset tog dock överhanden och tack vare ett stipendium kunde han studera musik i Wien. Raymond kom främst att komponera operetter och filmmusik. 1925 blev han världsberömd med sin sång Ich hab mein Herz in Heidelberg verloren och hans verk ansågs typiska för 1920-talets stil. 1937 komponerade han sitt mest kända verk, operetten Maske in Blau.

## Operettor
- Lauf ins Glück (1934)
- Ball der Nationen (1935)
- Fahrt ins Abenteuer (1935)
- Auf großer Fahrt (1936)
- Marielu (1936)
- Maske in Blau (1937)
- Saison in Salzburg (1938)
- Die Perle von Tokaj (1941)
- Konfetti (1948)
- Flieder aus Wien (1949)
- Geliebte Manuela (1951)